# Буріла-Маре (комуна)
Буріла-Маре (рум. Burila Mare) — комуна у повіті Мехедінць в Румунії. До складу комуни входять такі села (дані про населення за 2002 рік):
- Ізвору-Фрумос (315 осіб)
- Буріла-Маре (799 осіб)
- Вранча (316 осіб)
- Крівіна (875 осіб)
- Цигенаші (444 особи)

Комуна розташована на відстані 279 км на захід від Бухареста, 21 км на південь від Дробета-Турну-Северина, 99 км на захід від Крайови.

## Населення
За даними перепису населення 2002 року у комуні проживали 2749 осіб.
Національний склад населення комуни:
| Національність | Кількість осіб | Відсоток |
| -------------- | -------------- | -------- |
| румуни         | 2707           | 98,5%    |
| цигани         | 39             | 1,4%     |
| угорці         | 2              | 0,1%     |
| болгари        | 1              | < 0,1%   |

Рідною мовою назвали:
| Мова      | Кількість осіб | Відсоток |
| --------- | -------------- | -------- |
| румунська | 2738           | 99,6%    |
| циганська | 9              | 0,3%     |
| угорська  | 1              | < 0,1%   |
| німецька  | 1              | < 0,1%   |

Склад населення комуни за віросповіданням:
| Релігія        | Кількість осіб | Відсоток |
| -------------- | -------------- | -------- |
| православні    | 2729           | 99,3%    |
| бретрени       | 7              | 0,3%     |
| п'ятдесятники  | 6              | 0,2%     |
| римо-католики  | 2              | 0,1%     |
| греко-католики | 2              | 0,1%     |
| баптисти       | 2              | 0,1%     |